# Сен-Прива-ан-Перигор
Сен-Прива-ан-Перигор (фр. Saint Privat en Périgord) — муніципалітет у Франції, у регіоні Нова Аквітанія, департамент Дордонь. Сен-Прива-ан-Перигор утворено 1 січня 2017 року шляхом злиття муніципалітетів Фесталем, Сент-Антуан-Кюмон i Сен-Прива-де-Пре. Адміністративним центром муніципалітету є Сен-Прива-де-Пре. Населення — 1120 осіб (01.01.2021).